# Bouchra Ghezielle
Bouchra Ghezielle, née Bouchra Ben Thami le 19 mai 1979 à Khémisset au Maroc, est une athlète française, pratiquant le demi fond.
Devant quitter ses études lors de son année de baccalauréat afin de subvenir aux besoins de sa famille, elle intègre l'équipe nationale du Maroc. Mais après une médaille de bronze lors des mondiaux junior de 1998, elle se blesse. Lachée par sa fédération, elle va s'installer en France en 2000 où elle court les cachets sur les courses sur routes. 
Elle devient française en obtenant sa nationalité en janvier 2005. Elle reprend la piste et, après avoir battu deux records de France en 2005, elle participe aux Championnats du monde d'athlétisme 2005 à Helsinki. Elle termine quatrième, puis est finalement déclarée médaille de bronze après le déclassement d'une athlète russe pour une faute commise sur Maryam Jamal.
En mars 2008, elle est contrôlée positive à l'EPO. Sanctionnée de trois ans et demi de suspension en première instance, elle a vu sa peine augmentée à quatre ans par la commission d'appel de la Fédération française d'athlétisme (FFA) après son contrôle antidopage positif à l'EPO.

## Palmarès

### International
- Championnats du monde d'athlétisme
  -  médaille de bronze aux Championnats du monde d'athlétisme 2005 sur 1 500 mètres à Helsinki

- Championnats du monde d'athlétisme en salle
  - 7e sur 1 500 m aux Championnats du monde d'athlétisme en salle de 2008 à Valence

- Championnats du monde juniors d'athlétisme
  -  médaille de bronze aux Championnats du monde juniors d'athlétisme 1998 sur 1 500 mètres à Annecy

- Championnats d'Afrique d'athlétisme
  -  médaille de bronze aux Championnats d'Afrique d'athlétisme 1998 sur 1 500 mètres à Dakar

- Jeux panarabes
  -  médaille d'argent aux Jeux panarabes de 1997 sur 5 000 mètres à Beyrouth

- Coupe d'Europe des nations d'athlétisme
  - Troisième de l'épreuve du 1 500 mètres à la Coupe d'Europe des nations d'athlétisme 2005 à Florence

- DécaNation
  - Vainqueur de l'épreuve du 1 500 mètres en 2005 à Paris

### National
- - Championne du Maroc en 1998 sur 1 500 mètres
  - Championne de France de cross court en 2005
  - Championne de France du 1 500 mètres en 2004
  - Championne de France du 800 mètres en  2005
  - Championne de France en salle du 3 000 mètres en 2006
  - Championne de France de 10 kilomètres en 2014